# عبد الـ مجيد ناجي
عبد الـ مجيد ناجي هو لاعب كرة قدم تونسي، ولد في 14 أكتوبر 1936 في مدينة تونس في تونس.

## وصلات خارجية
- عبد الـ مجيد ناجي على موقع عالم كرة القدم.نت (الإنجليزية)
- عبد الـ مجيد ناجي على موقع أوليمبيديا (الإنجليزية)